# 関東カバディリーグ
関東カバディリーグ（かんとうカバディリーグ）は、日本カバディ協会の後援を受けた実行委員会が主催するカバディのリーグ戦である。2024年より始まり、日本におけるカバディのリーグ戦は本リーグが初めて。
日本カバディ協会公式YouTubeチャンネルにて大会の模様をライブ配信している。